# Strine
Strine /strɑɪn/ är ett begrepp som bred australisk engelska, oftast humoristiskt, även när uttalet härmas. Begreppet påstås ha sitt ursprung i det överdrivna uttalet av ordet "Australian", av australiensare.